# Henri Walpole
Pour les articles homonymes, voir Walpole.
Henri Walpole, né en 1558 à Docking (en), Norfolk (Angleterre) et mort (exécuté) le 7 avril 1595 à York (Angleterre), est un prêtre jésuite anglais. Exécuté pour son attachement indéfectible à la foi catholique il est considéré comme martyr par l’Église catholique. Canonisé en 1970 avec trente-neuf autres martyrs d’Angleterre et du pays de Galles, il est liturgiquement commémoré avec eux le 25 octobre, ou le 7 avril individuellement. 

## Biographie

### Formation et conversion
Né de parents aisés à Docking, village du Norfolk, en 1558, Henry, fils aîné de Christopher Walpole et de  Margery, héritière de Richard Beckham de Narford, fait ses études à l'école de Norwich (1567-1574), puis à Peterhouse, Cambridge. En 1578, comme étudiant en droit et avocat il s’installe à Gray's Inn (Londres). 
Lorsqu’Edmond Campion fut exécuté (1er décembre 1581), dans la foule des spectateurs se trouvait un jeune homme de 23 ans : Henri Walpole. Préoccupé par les questions religieuses et déjà porté vers une adhésion à la foi catholique, il avait assisté aux débats d’Edmond Campion avec les théologiens anglicans. Il estimait devoir être présent à l’exécution d’un tel témoin de la foi catholique. Lorsque le corps écartelé du martyr fut jeté dans l’eau bouillante, une goutte de son sang macula le vêtement de Walpole. Celui-ci en est si profondément ému qu’il y voit l’intervention de Dieu. Son adhésion est emportée : il devient catholique, abandonne le droit et décide de devenir prêtre.

### Jésuite et premiers ministères
Pour ce faire il entre au collège anglais de Reims le 7 juillet 1582, puis continue sa formation philosophico-théologique au collège anglais de Rome à partir d’avril 1583. Il entre dans la Compagnie de Jésus le 2 février 1584. Pour des raisons de santé, Walpole est envoyé au collège écossais de Pont-à-Mousson où il termine ses études. Il est ordonné prêtre le 17 décembre 1588, et est envoyé, première mission, comme aumônier des troupes espagnoles dans les Pays-Bas. Il y est fait prisonnier par les calvinistes en 1589, et passe un an en prison à Flushing (Flessingue). Libéré, il est envoyé enseigner dans les séminaires anglais de Séville et Valladolid. Ce n’est qu’en 1593 que son désir de rentrer comme missionnaire dans son pays natal lui est accordé.

### Retour en Angleterre et arrestation
Les ports sur la Manche étant fermés pour cause d’épidémie, Walpole prend un vaisseau français à Dunkerque se rendant en Écosse. Après 10 jours de voyage agité, lui-même, son frère et un soldat anglais débarquent la nuit du 4 décembre 1593 à Flamborough Head, dans le Yorkshire. Après s'être séparés, Walpole est arrêté dans une auberge de Bridlington sur la route de York, dénoncé d'être un prêtre catholique par un passager écossais. Walpole n’aura pas l’occasion d’exercer son ministère sacerdotal...
Transféré à la prison de York, il y reste jusqu’en février 1594. À plusieurs reprises on l’autorise à sortir des murs pour débattre avec des théologiens anglicans. On cherche à le faire abjurer sa foi catholique. Richard Topcliffe, connu comme le "bourreau des prêtres", vient spécialement dans ce but, mais Walpole ne fléchit pas.

### Torture, condamnation et exécution
Durant son emprisonnement, Walpole a comme lectures son bréviaire et le De Controversiis de Bellarmin. Il a le temps également d’écrire, et compose une œuvre : Guard yourself against false prophets. Une autre est en chantier – On the invocation of the saints – lorsqu’il est transféré à la tour de Londres par Topcliffe, qui est persuadé qu’il parviendra à faire apostasier le prêtre (bien qu’il ait déjà échoué auprès de Southwell). 

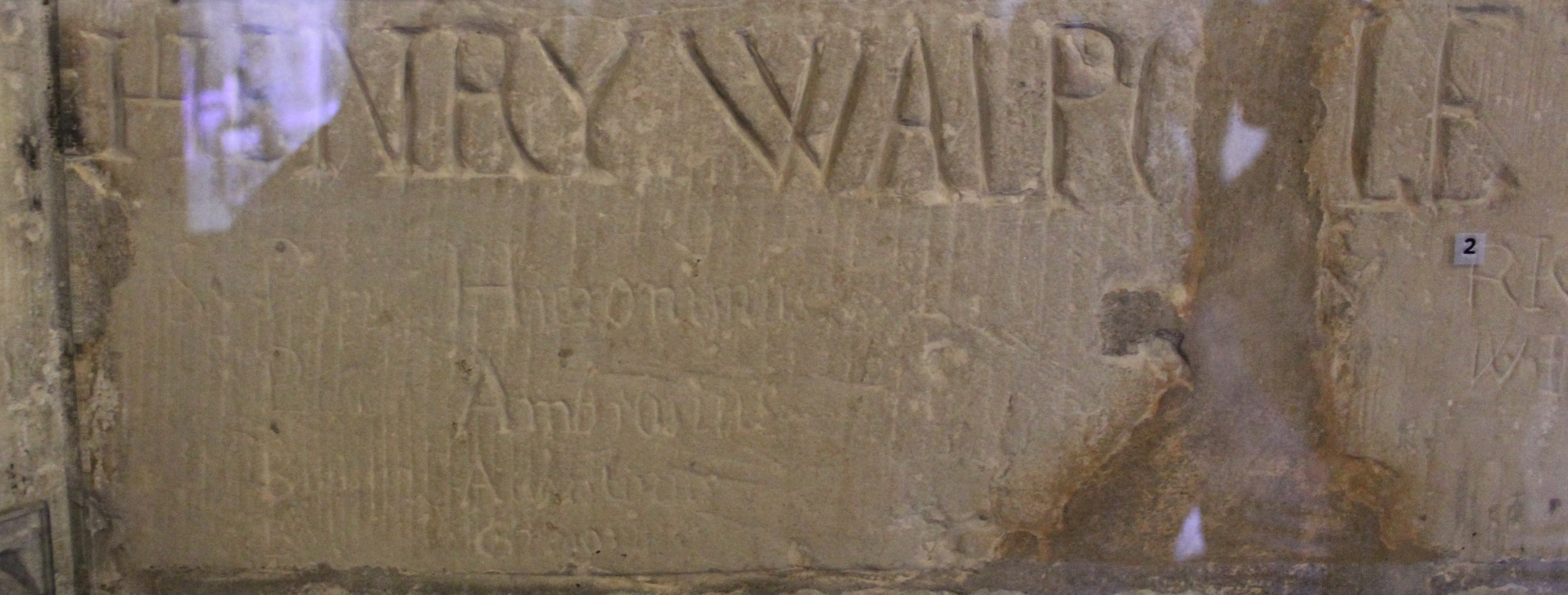
Graffiti laissé par Henri Walpole sur le mur de sa cellule (tour de Londres).

Durant son incarcération dans la tour de Londres, Walpole est torturé de manière particulièrement brutale et raffinée, car bien que torturé une quinzaine de fois on évitait, à l’instigation de Topcliffe, que cela conduise à une mort prématurée. Les tortures durent un an. Mais aucune parole n’échappe de sa bouche qui puisse le faire accuser d’avoir participé à un complot politique ou renoncé à la foi catholique ou à son attachement au pape comme suprême autorité spirituelle. Henri Walpole grava son nom dans le plâtre d'un mur de la prison l'associant à ceux des saints Pierre, Paul, Jérôme, Ambroise, Augustin et Grégoire le Grand.
Au printemps 1595, Walpole est envoyé à York pour son procès, car c’est dans ce district qu’il fut arrêté. Le 3 avril, il est condamné pour haute trahison car il est revenu dans son pays après s’être fait ordonner prêtre à l’étranger. De plus, il refuse de prononcer le serment de suprématie.
Le 7 avril, le prêtre séculier Alexandre Rawlins et Henri Walpole sont emmenés à Knavesmire, le lieu d’exécution, près de la ville d’York, où le premier, Rawlins, est pendu, trainé et équarri (Hanged, drawn and quartered). Les bourreaux espéraient que cette vue fasse plier Henri Walpole. Rien n’y fit. Lui même subit le même traitement ; et l'on ne lui laissa pas le temps d’achever ses prières. 
Béatifié par le pape Pie IX le 15 décembre 1929, Henri Walpole est canonisé par Paul VI le 25 octobre 1970 avec un groupe d’autres martyrs d’Angleterre et du pays de Galles. Il est liturgiquement commémoré le 7 avril (ou le 25 octobre avec le groupe). 

## Écrits
- Two Conferences in the Prison at York with Father Walpole, S.J., An. Dom. 1594 (Related by Himself), dans Letters and Notices, Vol. 9 (1873), pp. 6-63.
- Letters of Fr. Henry Walpole, S.J., (édité par A. Jessopp), Norwich, 1873.